# Hong Kong Blues
Hong Kong Blues è una canzone scritta da Hoagy Carmichael nel 1939 e da lui interpretata nel film To Have and Have Not (ita: Acque del Sud; 1944).

## Le versioni del brano

### L'originale di Carmichael
Apparsa nella colonna sonora di To Have and Have Not del 1944, appartiene alla casa editrice Frank Music Corp; tutte le canzoni della pellicola sono state eseguite da od anche da Hoagy Carmichael, e tutte, eccetto una, sono state scritte o co-scritte, da lui.

### Lacoverdi George Harrison
George Harrison pubblicò una cover della canzone sul suo album Somewhere in England, nel quale, nella prima edizione, era la penultima traccia; sullo stesso 33 giri, appare anche un altro brano di Carmichael, Baltimore Oriole. Nei precedenti dischi, era apparsa al massimo una cover, come If Not for You, originariamente di Bob Dylan, su All Things Must Pass (1970), e True Love, una composizione di Cole Porter, su Thirty-Three & 1/3 (1976), ma in questo caso ne appaiono queste due, sebbene il chitarrista dei Beatles avesse pronti altri quattro brani, ma giudicati troppo poco commerciali per la pubblicazione dall'etichetta discografica. La versione harrisoniana di Hong Kong Blues venne registrata nella prima parte delle sessions per l'album, ovvero, sporadicamente, tra ottobre 1979 ed il novembre seguente. Registrato nel periodo di diffusione della new wave, i brani di Somewhere in England hanno principalmente una trama musicale ricca di sintetizzatori. Accompagnato dal singolo All Those Years Ago, Somewhere in England venne pubblicato ad inizio giugno 1981, ricevendo una buona accoglienza dal pubblico, ma non dalla critica. Nel 1988, la sua cover apparve, assieme anche ad All Those Years Ago, nel CD singolo di This Is Love, estratto da Cloud Nine (1987).

### Altrecovers
Les Colocs ne inclusero una cover sul loro doppio album Atrocetomique (1995), dove Hong Kong Blues è l'undicesima traccia del primo disco. Un'altra versione pubblicata, in questo caso nel 2013, è ad opera delle Universal Daughters.